# José Aldo
José Aldo da Silva Oliveira Júnior, född 9 september 1986 i Manaus, är en brasiliansk MMA-utövare som tävlar i Ultimate Fighting Championship. Mellan november 2010 och december 2015 samt mellan november 2016 och juni 2017 var han organisationens mästare i fjädervikt. Aldo var tidigare mästare i fjädervikt i WEC innan organisationen slogs ihop med UFC.

## Biografi

### Uppväxt
Aldo är född och uppvuxen i den brasilianska staden Manaus under fattiga förhållanden. Som sextonåring flyttade han till Rio de Janeiro för att träna brasiliansk jiu-jitsu under Andre Pederneiras på Nova União. Han började tävla i brasiliansk jiu-jitsu men tränade även thaiboxning. Ett år senare – i augusti 2004 – gick han sin första professionella match i MMA. Han mötte landsmannen Mario Bigola och vann på knockout efter 18 sekunder av den första ronden.

## Karriär

### Tidig karriär
Aldo gick sina fem första matcher i Brasilien och han vann samtliga i den första ronden. Hösten 2005 gick han sedan två matcher i England och vann även dem i den första ronden. Med sju raka segrar fick Aldo chansen i den brasilianska organisationen Jungle Fights när de höll sin femte gala i november 2005. Han mötte brasilianaren Luciano Azevedo, en grappler som vunnit fem raka matcher. I den andra ronden blev Aldo nedtagen och tvingades klappa ut på grund av en rear-naked choke. Förlusten var Aldos första i karriären.

### WEC
Aldo fortsatte sedan hoppa mellan olika organisationer och gick bland annat en match i Pancrase i juli 2007. Efter ytterligare tre segrar – samtliga via domslut – skrev han sedan kontrakt med den amerikanska organisationen WEC. Han debuterade i WEC på WEC 34 i juni 2008 då han besegrade Alexandre Franca Nogueira via TKO. Matchen var Aldos första av totalt åtta i organisationen där han kom att vinna sin första mästartitel ett och ett halvt år senare.
I sin andra match i organisationen besegrade han den blivande The Ultimate Fighter-vinnaren Jonathan Brookins via TKO. Efter att ha vunnit sina fem första matcher i WEC – samtliga via TKO – fick han i november 2009 chansen att utmana den regerande mästaren i fjädervikt Mike Brown om titeln. Brown hade varit mästare sedan november 2008 då han besegrade Urijah Faber och därefter försvarat titeln ytterligare två gånger. Matchen mellan Brown och Aldo gick av stapeln den 18 november 2009 på WEC 44. Efter att ha dominerat matchen vann Aldo via teknisk knockout cirka en minut in i den andra ronden. Aldo blev därmed organisationens fjärde fjäderviktsmästare.
I januari 2010 blev Aldo utsedd till 2009 års Fighter of the Year av MMA-webbplatsen Sherdog. I april 2010 försvarade han fjäderviktstiteln för första gången då han besegrade Urijah Faber. Vinsten blev Aldos tionde raka och innebar att han vunnit 17 av sina 18 professionella MMA-matcher. På WEC 51 i september 2010 försvarade han sin titel på nytt genom att besegra Manvel Gamburjan via KO.

### UFC
I slutet av 2010 slogs WEC ihop med systerorganisationen UFC. UFC saknade vid tillfället en fjäderviktsdivision och tog vid sammanslagningen över WEC:s motsvarande, och som regerande mästare i viktklassen blev Aldo därmed utsedd till UFC:s första fjäderviktsmästare. På UFC 125 den 1 januari 2011 skulle Aldo försvara sin titel för första gången i UFC men han tvingades lämna återbud på grund av skada. Istället mötte han Mark Hominick den 30 april 2011 på UFC 129. Aldo vann matchen via domslut och försvarade därmed UFC-titeln för första gången.
Den 8 oktober 2011 möttes Aldo och Kenny Florian på UFC 136. Aldo vann matchen via domslut. Nästa match blev mot Chad Mendes den 14 januari 2012 på UFC 142. Aldo vann matchen via KO i den första ronden.
Aldo och Frankie Edgar möttes på UFC 156 den 2 februari 2013 i en match som Aldo vann via domslut. På UFC 163 den 3 augusti 2013 besegrade Aldo Jung Chan-Sung via TKO i den fjärde ronden. Aldo besegrade sedan Ricardo Lamas via domslut på UFC 169 den 1 februari 2014.
På UFC 179 den 25 oktober 2014 möttes Aldo och Chad Mendes för andra gången. Aldo vann matchen via domslut.
Den 12 december 2015 möttes Aldo och Conor McGregor på UFC 194. McGregor vann matchen via KO endast tretton sekunder in i den första ronden. Det var den kortaste titelmatchen i organisationens historia och Aldos första förlust på över tio år.
Aldo och Frankie Edgar möttes för andra gången den 9 juli 2016 på UFC 200 i en match om en  interimtitel i fjädervikt. Även denna gång vann Aldo matchen via domslut. Den 26 november 2016 meddelade UFC att McGregor avsagt sig titeln i fjädervikt. José Aldo blev därmed återigen mästare i viktklassen.
På UFC 212 den 3 juni 2017 möttes Aldo och interimmästaren Max Holloway i en titelmatch i fjädervikt. Holloway vann matchen via TKO i den tredje ronden. Den 2 december 2017 fick Aldo, som ersättare för den skadade Frankie Edgar, en returmatch mot Holloway. Även denna match vann Holloway via TKO i den tredje ronden.
Den 28 juli 2018 möttes Aldo och Jeremy Stephens på UFC on Fox: Alvarez vs. Poirier 2. Aldo vann matchen via TKO i den första ronden.

#### Ny viktklass
Vid UFC 245 14 december 2019 gjorde Aldo bantamviktsdebut mot Marlon Moraes. En match Aldo förlorade via delat domslut.
Nästa match i den nya viktklassen gick som en av tre titelmatcher vid UFC 251 mot Pjotr Jan om den vakanta bantamviktstiteln. Aldo förlorade via TKO i femte ronden.
Bara ett halvår senare var Aldo tillbaka i en ny match, denna gång mot Marlon Vera vid UFC Fight Night 183 den 19 december 2020. Nu lyckades Aldo bryta sin förlustsvit genom att besegra Vera via enhälligt domslut.

## Tävlingsfacit
| Resultat | Facit | Motståndare               | Metod                       | Evenemang                                  | Datum             | Rond | Tid  | Plats                               | Notering                                                             |
| -------- | ----- | ------------------------- | --------------------------- | ------------------------------------------ | ----------------- | ---- | ---- | ----------------------------------- | -------------------------------------------------------------------- |
| Vinst    | 1–0   | Mario Bigola              | KO (spark)                  | EcoFight Championship 1                    | 10 augusti 2004   | 1    | 0:18 | Manaus, Brasilien                   |                                                                      |
| Vinst    | 2–0   | Hudson Rocha              | TKO (matchläkaren avbryter) | Shooto Brazil 4                            | 23 oktober 2004   | 1    | 5:00 | Cotia, Brasilien                    |                                                                      |
| Vinst    | 3–0   | Luiz de Paula             | Submission (armtriangel)    | Shooto Brazil 7                            | 19 mars 2005      | 1    | 1:54 | Teresópolis, Brasilien              |                                                                      |
| Vinst    | 4–0   | Aritano Silva Barbosa     | KO (spark)                  | Rio MMA Challenge 1                        | 12 maj 2005       | 1    | 0:20 | Rio de Janeiro, Brasilien           |                                                                      |
| Vinst    | 5–0   | Anderson Silverio         | Submission (spark)          | Meca World Vale Tudo 12                    | 9 juli 2005       | 1    | 8:33 | Teresópolis, Brasilien              |                                                                      |
| Vinst    | 6–0   | Phil Harris               | TKO (matchläkaren avbryter) | UK-1: Fight Night                          | 17 september 2005 | 1    | -    | Portsmouth, England                 |                                                                      |
| Vinst    | 7–0   | Micky Young               | TKO (slag)                  | FX3: Battle of Britain                     | 15 oktober 2005   | 1    | 1:05 | Reading, England                    |                                                                      |
| Förlust  | 7–1   | Luciano Azevedo           | Submission (rear-naked)     | Jungle Fight 5                             | 26 november 2005  | 2    | 3:37 | Manaus, Brasilien                   |                                                                      |
| Vinst    | 8–1   | Thiago Meller             | Domslut (majoritet)         | Gold Fighters Championship 1               | 20 maj 2006       | 3    | 5:00 | Rio de Janeiro, Brasilien           |                                                                      |
| Vinst    | 9–1   | Fabio Mello               | Domslut (enhälligt)         | Top Fighting Championships 3               | 2 maj 2007        | 3    | 5:00 | Rio de Janeiro, Brasilien           |                                                                      |
| Vinst    | 10–1  | Shoji Maruyama            | Domslut (enhälligt)         | Pancrase: 2007 Neo-Blood Tournament Finals | 27 juli 2007      | 3    | 5:00 | Tokyo, Japan                        |                                                                      |
| Vinst    | 11–1  | Alexandre Franca Nogueira | TKO (slag)                  | WEC 34                                     | 1 juni 2008       | 2    | 3:22 | Sacramento, CA, USA                 |                                                                      |
| Vinst    | 12–1  | Jonathan Brookins         | TKO (slag)                  | WEC 36                                     | 5 november 2008   | 3    | 0:45 | Hollywood, FL, USA                  |                                                                      |
| Vinst    | 13–1  | Rolando Perez             | KO (knä och slag)           | WEC 38                                     | 25 januari 2009   | 1    | 4:15 | San Diego, CA, USA                  |                                                                      |
| Vinst    | 14–1  | Chris Mickle              | TKO (slag)                  | WEC 39                                     | 1 mars 2009       | 1    | 1:39 | Corpus Christi, TX, USA             |                                                                      |
| Vinst    | 15–1  | Cub Swanson               | TKO (knä och slag)          | WEC 41                                     | 7 juni 2009       | 1    | 0:08 | Sacramento, CA, USA                 |                                                                      |
| Vinst    | 16–1  | Mike Brown                | TKO (slag)                  | WEC 44                                     | 18 november 2009  | 2    | 1:20 | Las Vegas, NV, USA                  | Blev WEC-mästare i fjädervikt.                                       |
| Vinst    | 17–1  | Urijah Faber              | Domslut (enhälligt)         | WEC 48                                     | 24 april 2010     | 5    | 5:00 | Sacramento, CA, USA                 | Försvarade titeln i fjädervikt.                                      |
| Vinst    | 18–1  | Manvel Gamburjan          | KO (slag)                   | WEC 51                                     | 30 september 2010 | 2    | 1:32 | Broomfield, CO, USA                 | Försvarade titeln i fjädervikt.                                      |
| Vinst    | 19–1  | Mark Hominick             | Domslut (enhälligt)         | UFC 129                                    | 30 april 2011     | 5    | 5:00 | Toronto, Kanada                     | Försvarade UFC-titeln i fjädervikt.                                  |
| Vinst    | 20–1  | Kenny Florian             | Domslut (enhälligt)         | UFC 136                                    | 8 oktober 2011    | 5    | 5:00 | Houston, TXUSA                      | Försvarade titeln i fjädervikt.                                      |
| Vinst    | 21–1  | Chad Mendes               | KO (knä)                    | UFC 142                                    | 14 januari 2012   | 1    | 4:59 | Rio de Janeiro, Brasilien           | Försvarade titeln i fjädervikt.                                      |
| Vinst    | 22–1  | Frankie Edgar             | Domslut (enhälligt)         | UFC 156                                    | 2 februari 2013   | 5    | 5:00 | Las Vegas, NV, USA                  | Försvarade titeln i fjädervikt.                                      |
| Vinst    | 23–1  | Jung Chan-Sung            | TKO (slag)                  | UFC 163                                    | 3 augusti 2013    | 4    | 2:00 | Rio de Janeiro, Brasilien           | Försvarade titeln i fjädervikt.                                      |
| Vinst    | 24–1  | Ricardo Lamas             | Domslut (enhälligt)         | UFC 169                                    | 1 februari 2014   | 5    | 5:00 | Newark, NJ, USA                     | Försvarade titeln i fjädervikt.                                      |
| Vinst    | 25–1  | Chad Mendes               | Domslut (enhälligt)         | UFC 179                                    | 25 oktober 2014   | 5    | 5:00 | Rio de Janeiro, Brasilien           | Försvarade titeln i fjädervikt.                                      |
| Förlust  | 25–2  | Conor McGregor            | KO (slag)                   | UFC 194                                    | 12 december 2015  | 1    | 0:13 | Las Vegas, NV, USA                  | Förlorade titeln i fjädervikt.                                       |
| Vinst    | 26–2  | Frankie Edgar             | Domslut (enhälligt)         | UFC 200                                    | 9 juli 2016       | 5    | 5:00 | Las Vegas, NV, USA                  | Blev interimmästare i fjädervikt. Senare befordrad till UFC-mästare. |
| Förlust  | 26–3  | Max Holloway              | TKO (slag)                  | UFC 212                                    | 3 juni 2017       | 3    | 4:13 | Rio de Janeiro, Brasilien           | Förlorade titeln i fjädervikt.                                       |
| Förlust  | 26–4  | Max Holloway              | TKO (slag)                  | UFC 218                                    | 2 december 2017   | 3    | 4:51 | Detroit, MI, USA                    | Titelmatch i fjädervikt.                                             |
| Vinst    | 27–4  | Jeremy Stephens           | TKO (slag)                  | UFC on Fox: Alvarez vs. Poirier 2          | 28 juli 2018      | 1    | 4:19 | Calgary, Kanada                     |                                                                      |
| Vinst    | 28–4  | Renato Moicano            | TKO (slag)                  | UFC Fight Night: Assunção vs. Moraes 2     | 2 februari 2019   | 2    | 0:44 | Fortaleza, Brasilien                |                                                                      |
| Förlust  | 28–5  | Alexander Volkanovski     | Domslut (enhälligt)         | UFC 237                                    | 11 maj 2019       | 3    | 5:00 | Rio de Janeiro, Brasilien           |                                                                      |
| Förlust  | 28–6  | Marlon Moraes             | Domslut (delat)             | UFC 245                                    | 14 december 2019  | 3    | 5:00 | Las Vegas, NV, USA                  |                                                                      |
| Förlust  | 28–7  | Petr Yan                  | TKO (slag)                  | UFC 251                                    | 12 juli 2020      | 5    | 3:24 | Fight Island, Förenade Arabemiraten |                                                                      |
| Vinst    | 29–7  | Marlon Vera               | Domslut (enhälligt)         | UFC Fight Night: Thompson vs. Neal         | 19 december 2020  | 3    | 5:00 | Las Vegas, NV, USA                  |                                                                      |